# Od povodnega moža
Od povodnega moža je slovenska ljudska pripoved, ki je izšla v zbirki Zakladnica slovenskih pripovedi Visoko v gorah, globoko v vodah: velikani, vile in povodni možje. Za besedila v zbirki sta poskrbela Roberto Dapit in Monika Kropej, ilustriral pa jo je Veno Dolenc.

## Vsebina
Oče je imel tri hčere, ki bi se rade možile. Nekega dne pride gospod v zeleni obleki in zaprosi oćeta za roko najstarejše hčerke. Oče privoli in najstarjša hči gre s povodnim možem. 
Na mostu jo zavije v plašč, skočita v vodo in kmalu prideta do graščine. Da ji ključe vseh sob, vendar ji prepove vstop v samo eno sobo. Ko povodni mož odide na lov, najstarejšo hčerko premami radovednost in gre pogledat v prepovedano sobo. Tam odkrije tri kadi, v katere je bilo nalito čisto zlato. V zlato pomoči prst in, čeprav ga je umivala in drgnila, zlato ni šlo s prsta. V strahu pred možem si je prst obvezala. Ko mož opazi obvezani prst, se mu zlaže, vendar je povodni mož vztrajen in na koncu mu le pove, kaj je naredila. Od jeze jo povodni mož usmrti tako, da jo na špico natakne.
Popolnoma enako se zgodi s srednjo hčerko. Povodni mož se očetu zlaže, da potrbuje tudi drugo in da bosta enkrat obe prišli nazaj domov, oče popusti in srednjo hči doleti enaka usoda kot najstarejšo.
Nato je moral povodni mož zaprositi očeta še za roko najmlajše hčere. Prosil ga je, mu obljubljal, da se bodo nekega dne vsi štirje skupaj vrnili in da bo še oče šel z njimi, na koncu oče le popusti in najmlajša hči gre s povodnim možem. Na mostu jo zavije v plašč, skočita v vodo in prideta do graščine. Tam pa najmlajša hči zagleda svoji sestri na špice nataknjeni. Zelo se ustraši, vendar ji povodni mož zagotovi, da ji ne bo hudega, če mu bo zvesta. Da ji vse kluče in ji prepove vhod v sobo, enako kot starejšima sestrama. Ker je bila tudi najmlajša hči radovedna, je šla pogledat, kaj je v tisti prepovedani sobi, pogledala je v kadi, prsta pa ni pomočila in je sklenila zaroto proti povodnemu možu.
Moža poprosi, če bi smela sneti svoji sestri in ju pokopati, povodni mož ji dovoli. Čez nekaj časa na grobu njenih sestra zraste roža, ona pa sanja, naj zjutraj zgodaj vstane, nalovi roso s tiste rože, z njo pomaže sestri in bosta oživeli. Najmlajša res to stori in prerokba iz sanj se uresniči. Sestri skrije v sobo v graščini, možu pa prepove vstop v to sobo. 
Na žegnansko nedeljo napeče štrukljev in potic ter prosi moža, če bi nesel k njim domov koš z dobrotami, ker je takšna njihova navada. Povodni mož privoli, najmlajša hči pa v koš na dno posadi najstarejšo sestro, na vrh naloži potic in štrukljev ter pošlje moža na pot. Naroči mu še, da ne sme nič počivati na poti in se na njenem domu nič ustavljati. Ob božiču najmlajša hči spet napeče pogač in dobrot, prosi moža za pomoč, na dno koša posadi srednjo sestro, na vrh pogače in povodni mož spet nese koš na njen dom. Enako mu naroči kot pri najstarejši sestri. Za veliko noč tudi sebe na enak način spravi domov. Možu že prej naroči, naj samo vzame koš, ko pride z lova, naj je ne moti med peko. Za peč pa je postavila v svojo obleko oblečeno slamnato žensko z burklami v rokah. Mož se je vrnil, žena pa je še vedno tako stala pred pečjo. Iz dneva v dan je bil bolj lačen, čez tri dni pa jo gre le pogledat in spozna ukano. Zgrabila ga je huda jeza in reče: »Baba je hujša kot hudič!« Od takrat je tudi ta pregovor.
Na domu pa so najmlajšo hči položili v kad žegnane vode, dvanajst duhovnikov je molilo okoli nje, na glavo pa so ji dali sveto rešnje telo, ker so vedeli, da on ni človek, temveč hudič. Povodni mož je privihral z viharjem in potresom, odšel pa je praznih rok, kajti dekle je varovalo sveto rešnje telo. Tako je najmlajša hči ukanila samega hudiča.

## Analiza
Pripovedovalec:
- tretjeosebni (avktorialni)

Književni prostor:
- graščina povodnega moža pod vodo

Književni čas:
- ni jasno določen (nekoč)

Književno dogajanje:
- enodimenzionalno

Književne osebe:
- glavne osebe: povodni mož, najmlajša hči
- stranske osebe: najstarejša hči, srednja hči, oče

Motiv:
- motiv povodnega moža
- motiv zvestobe
- motiv prepovedi
- motivi praznikov
- motiv verovanja
- motiv hudiča
- motiv najmlajše hčerke kot najpametnejše

Tema:
- najmlajša hči užene povodnega moža (hudiča)

Slog:
- Okrasni pridevki: zelena obleka, sitne ženske, čisto zlato, strašno hud, strašno žalosten, ljubi moj mož, ljuba moja žena
- Ljudsko število: tri sestre, tri kadi z zlatom, povodni mož se trikrat poroči, povodni mož trikrat nese domov napečenih dobrot, trije prazniki, tri dni je bi povodni mož lačen, dvanajst duhovnikov

Književna oblika:
- krajše prozno delo

## Liki
Glavni liki:
- povodni mož: hudoben, umori najstrejšo in srednjo hči, neprizanesljiv, hudič
- najmlajša hči: pogumna, iznajdljiva, pametna, radovedna

Stranski liki:
- najstarejša hči: se prva poroči s povodnim možem, radovedna, kar jo stane življenja
- srednja hči: se druga poroči s povodnim možem, radovedna, kar jo stane življenja
- oče: nič hudega sluteč mož, ni pomemben lik v pripovedi

Vsi liki so popolnoma brez osebnostnih in značajskih lastnosti. Nimajo imen. Nič niso presenečeni ob prehodu v irealni svet.

## Interpretacija dela
Izhodiščna situacija je odhod hčera od doma, in sicer, najprej odide najstarejša, potem srednja in nato še najmlajša. Vsem trem povodni mož prepove obisk ene sobe v graščini, vendar vse hčerke prepoved prekršijo, ker pogledajo v prepovedano sobo, sledi kazen za najstarejšo in srednjo hčer (smrt), ker pomočita prst v zlato in kršitve prepovedi ni mogoče več prikriti. Njmlajša hči skuje zaroto proti povodnemu možu in obe sestri in sebe s pomočjo ukanje vrne nazaj domov. V pripovedi se kot čudežni predmet pojavi roža, ki zraste na grobu pokopanih sester. Z roso s te rože najmlajša hči od mrtvih obudi svoji sestri. Pripoved ima tipičen konec, saj dobro zmaga nad zlim.

## Motivno-tematske povezave
- Povodni mož: zelen, velik, luskinast ali tudi kosmat mož. Včasih je bil predstavljen tudi z ribjim repom namesto nog, navadno pa v obliki mladeniča. Prebival naj bi v morjih, rekah, jezerih, potokih, v izvirih studencev, mlakužah. V jezi je lahko povodni mož povzročal nevihte in burjo, še posebno nevaren pa je bil otrokom in dekletom, ker bi jih lahko potegnil v vodo. V slovenskem izročilu so povodnega moža različno poimenovali: povodnjak, jezernik, vodeni človek, vodovnik, vodni mož, muk (v tolmunu ob izlivu Pišence v Savo), gestrin (v Dravi), salemsonar (na Goriškem), motovilec (v Kranjski Gori), mital (v jezeru pod Kumom), vancaš (na Štajerskem), mamalić (v Baški v Julijski krajini), zelenjak (na Gorenjskem), brbuč (okolica Novega mesta).
- Opisi povodnega moža pogosto spominjajo na Pozejdona v grški mitologiji ali Neptuna v rimski mitologiji boga morja in vode.
- Poznamo tudi Nage iz indijske mitologije, ki so imeli človeške glave in kačja telesa.
- motiv povodnega moža pa se pojavlja tudi v ostalih svetovnih mitologijah in književnostih: Vodanoj (staroslovanski duh-vodni v Rusiji), Al-Khidri (povodnemu možu podobno bitje v muslimanski književnosti), Jam (kanaanski bog morja).
- V slovenski ljudski književnosti so se pojavljali najrazličnejši povodni možje, domišljija ljudi pa je šla tako daleč, da je vsak potok in tolmun imel svojega povodnega moža. Poznamo veliko ljudskih pravljic in pripovedi o povodnih možeh: Povodna moža Bohinjskega in Blejskega jezera, Povodni mož seli svoje jezero, Ujeti povodni mož, Dar za povodnega moža, O povodnem možu, Povodni mož in deklica, Mlinar in povodni mož...
- Najbolj znana pa je seveda pesnitev Franceta Prešerna Povodni mož.
- kot zelo znan motiv pa ne smemo pozabiti motiv najmlajšega otroka kot najpametnejšega, najbolj iznajdljivega, ki se pojavi v pravljici Hansa Christiana Andersena Bedak Jurček, ta motiv pa se pojavlja tudi v veliko slovenskih ljudskih pravljicah.

## Izdaje
- Visoko v gorah, globoko v vodah: velikani, vile in povodni možje (1999). Radovljica: Didakta: ZRC SAZU